# Sonoyta
Sonoyta es una ciudad al noroeste del estado de Sonora, en México, cabecera del municipio de General Plutarco Elías Calles. Se encuentra en la frontera entre Estados Unidos y México, justo en el cruce de la línea fronteriza del pueblo de Lukeville en Arizona, Estados Unidos.
Según parece el topónimo toma su nombre de una fuente natural de la que brotaban generosas aguas, significando algo así como "tronco donde brotan las aguas" en Pápago. 

## Historia
Los primeros pobladores de la zona fueron el pueblo Tohono o'odham llamados también "Gente del Desierto" o  Pueblo Pápago, los que eran fundamentalmente nómadas, que se dedicaban a la recolección y a la caza. Con la llegada de los jesuitas españoles este pueblo originario se hizo sedentario en torno a localidades como la misión fundada por estos, en 1693 y que sería bautizada inicialmente como Nuestra Señora de Loreto y San Marcelo de Xonoydag. En octubre de 1698, es visitada por Eusebio Francisco Kino en su camino de regreso, después de descubrir y confirmar para informar a sus superiores, sobre "la costa del noroeste y del desemboque del río Grande a la mar de la California" (enlace roto disponible en Internet Archive; véase el historial, la primera versión y la última)., y la existencia de Santa Clara. Aunque van con rumbo a su sede, la Misión de Nuestra Señora de los Dolores, Kino escribe en su libro Favores celestiales lo siguiente: 
...llegamos a San Marcelo del Sonoidag, puesto muy idóneo para una gran población, por tener muy buenos pastos y tierras pingües, con sus acequias y agua que corre hasta el puerto referido, del cual sólo dista 20 leguas de camino muy llano. Desde San Marcelo despaché muy amigables recaudos al norte. 
En San Marcelo también se asentó una rama de indígenas pimas llamados sobaipuris.
En 1751, fue asignado a la misión de San Marcelo, el jesuita y misionero alemán Enrique Ruhen mismo que duró corto tiempo, ya que en una rebelión de los pimas, fue martirizado un día después de Tomás Tello que fue sacrificado en la Misión de Caborca, el 21 de noviembre de ése mismo año. Se estima que ahí quedaron sus restos. En Borsum Alemania donde es originario, éste mártir aún es recordado. De la misión no hay restos, sin embargo se construyó una réplica.

## Frontera mexicano-estadounidense
Sonoyta está enclavada en el Desierto de Sonora, por lo que se registran temperaturas muy elevadas; es conocida también por ser una ruta importante para cruce de migrantes ilegales desde México hacia los Estados Unidos. La localidad está al norte de Puerto Peñasco, un destino turístico regional, para el suroeste estadounidense. 
Sonoyta está comunicada hacia Caborca y San Luis Río Colorado por la Carretera Federal 2, que cruza a México por Sonoyta, y la carretera federal 8 que va a Puerto Peñasco, y el cruce fronterizo la frontera hacia la población de Ajo en Arizona por la carretera estatal 85.
El Pueblo Pápagos están distribuidos actualmente en ambos lados de la frontera, Quitovac en el lado mexicano y Ajo  otras poblaciones en el lado americano. Es frecuente que sean trilingües pue dominan el español, el inglés y el pápago. Luchan por conservar el dominio de su territorio y la no instalación de muros entre los dos países vecinos, de modo que puedan seguir haciendo la vida entre ambos, entre los que han quedado divididos y como siempre hicieron.